# Fabio Kaufmann
Pour les articles homonymes, voir Kaufmann.
Fabio Herbert Kaufmann (né le 8 septembre 1992 à Aalen) est un footballeur germano-italien. Il évolue au poste de Milieu de terrain à l'Eintracht Brunswick.

## Biographie
La famille Kaufmann gère un concessionnaire automobile dans le quartier de Dewangen à Aalen. Il entre au VfR Aalen dès son plus jeune âge par l'intermédiaire de sa famille : son grand-père fut directeur du club dans les années 1970, son père joueur dans la deuxième équipe. Il est ramasseur de balle lors de matchs à domicile du club de troisième division de l'époque et accompagne l'équipe lors de matchs à l'extérieur.
À six ans, Kaufmann participe au Zecchino d'Oro avec la chanson Un cuoricino in più. Il obtient l'abitur à Aalen en 2012, puis effectue une année de volontariat social à Ulm.

## Carrière
Kaufmann commence sa carrière de footballeur en 2001 dans le département des jeunes du VfR Aalen, avec les juniors, et va dans les différentes équipes de jeunes les années suivantes. Afin de jouer à un niveau supérieur, en 2009, il vient dans l'équipe première de jeunes du SSV Ulm 1846 Fußball, qui joue dans la deuxième division espoir allemande.
Dans le même temps, Kaufmann fait également deux apparitions dans l'équipe première du SSV Ulm 1846 en Regionalliga, en tant que titulaire, mais est remplacé les deux fois en seconde période. À la fin de la saison, l'équipe masculine est reléguée en cinquième division. À ce niveau, le milieu de terrain peut s'imposer comme un joueur régulier sous l'entraînement de Paul Sauter lors de la saison 2011-2012 et contribue à la remontée directe de l'équipe avec quatre buts et cinq passes décisives. Dans le niveau supérieur, Kaufmann s'améliore à nouveau lors de la saison 2012-2013, marquant neuf buts et en passant deux autres.
Après l'expiration de son contrat avec Ulm à l'été 2013, il retourne au VfR Aalen, qui le signe pour son équipe professionnelle, évoluant désormais en 2. Bundesliga, sous la direction de l'entraîneur Stefan Ruthenbeck. Kaufmann fait sa première apparition en deuxième division lors de la deuxième journée de la nouvelle saison en remplaçant. Après la relégation en troisième division du VfR Aalen en 2015, Kaufmann passe au FC Energie Cottbus à l'été 2015. Au cours de la saison 2015-2016, il dispute les 38 matchs de la troisième division, Energie Cottbus est relégué. La saison suivante, il joue en 2. Bundesliga pour le FC Erzgebirge Aue. Le 25 janvier 2018, le club de troisième division FC Würzburger Kickers engage l'homme qui n'avait plus de club. Avec le club, il obtient la promotion en 2. Bundesliga à l'issue de la saison 2019-2020. Kaufmann marque 14 buts cette saison et est le meilleur passeur avec 12 passes décisives.
Fin juillet 2020, il signe un contrat de deux ans avec l'Eintracht Brunswick. Mais après la relégation en 3. Bundesliga en 2021, il vient au Karlsruher SC et reste ainsi en 2. Bundesliga.